# Antonio Maura

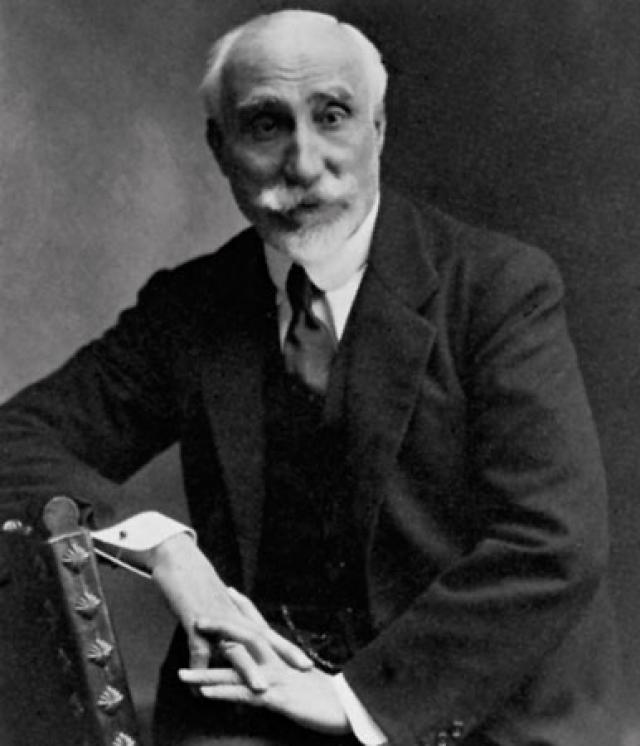
Antonio Maura (in 1910)

Antonio Maura y Montaner (Palma de Mallorca, 2 mei 1853 – Torrelodones, 13 december 1925) was een Spaans politicus die vijf maal eerste minister van Spanje was.

## Levensloop

### Studies, afgevaardigde en minister
Van 1866 tot 1868 studeerde hij aan de hogeschool Instituto de Palma de Mallorca. Vervolgens studeerde hij rechtswetenschappen aan de Complutense Universiteit van Madrid, waarna hij actief werd als advocaat.
Op 21 augustus 1881 begon zijn politieke loopbaan toen hij voor de Liberale Partij verkozen werd in het Congres van Afgevaardigden en bleef er lid van tot aan zijn dood. In 1886 werd hij ondervoorzitter van het parlement en in 1887 voorzitter van een commissie die belast werd met het oprichten van een hof van Assisen.
Op 11 december 1892 werd hij minister van Koloniën in de regering van Práxedes Mateo Sagasta en bleef dit tot en met 12 maart 1894. Tijdens zijn ministerschap legde hij in het parlement een wetsontwerp voor waarin hij voorstelde om de kolonie Cuba onafhankelijk te maken. De oppositie verwierp het voorstel echter en hij moest aftreden als minister van Koloniën. Vervolgens was hij van 4 november 1894 tot en met 23 maart 1895 minister van Genadeverzoeken en van Justitie in de regering-Mateo Sagasta.
In 1901 begon hij binnen de Liberale Partij oppositie te voeren tegen Sagasta, waarna hij in 1902 de partij moest verlaten nadat er tussen de twee een breuk kwam. Op 6 december 1902 werd hij minister van de Binnenlandse Zaken in de regering van Francisco Silvela y de Le Vielleuze, de voorzitter van de Conservatieve Partij. Hij bleef dit tot en met 20 juli 1903. Als minister zette hij zich in voor de oprichting van een instituut voor sociale hervormingen. Ook legde hij in het parlement een wet voor de hervorming van het gemeentelijk recht voor. Hij liet dit effectief gaan bij het doorvoeren van de verkiezingen van april 1903. Toch ging hij niet in tegen de verkiezingsmanipulaties van de landelijke kieskringen. Deze manipulaties dienden om de winst van de republikeinen, zoals gebeurde in de steden, zo goed als te beperken.
Nadat Silvela in juli 1903 terugtrad als premier en als partijvoorzitter, volgde Maura hem op als voorzitter van de Conservatieve Partij. Hierdoor zou hij de komende twintig jaar een sleutelfiguur worden in de Spaanse politiek.

### De premierschappen onder koningAlfons XIII
Op 5 december 1903 volgde hij Raimundo Fernández Villaverde op als premier van Spanje. Maura bleef dit tot en met 16 december 1904 en kon als premier de Spaanse rechten in Marokko doen erkennen door het Verenigd Koninkrijk en Frankrijk. Toch kon hij door de bemoeienissen van koning Alfons XIII geen grote voortgang maken in zijn hervormingspolitiek.
Van 25 januari 1907 tot en met 21 oktober 1909 was hij voor de tweede maal premier en van juni tot juli 1907 was hij tevens voor enkele dagen minister van Oorlog ad interim. Hij begon met een vernieuwing van het kiesrechtsysteem, van de sociale wetgeving en van de welvaartszorg. Zijn tweede ambtsperiode werd echter vooral gekenmerkt met de zogenaamde "Tragische Weken", waarbij het Spaanse leger tussen 25 juli en 2 augustus 1909 bloedige confrontaties tussen anarchisten en radicaalrepublikeinen gesteund door de arbeidersklasse in verschillende Catalaanse steden onderdrukte. Deze werden uitgevoerd door 40.000 reservisten afkomstig van de Spaanse koloniale troepen in Marokko. Vervolgens kwam een campagne die tegen Maura gericht was. Nadat Maura de leiders van de deze campagne (waaronder de liberale pedagoog Frances Ferrer i Guàrdia) wou bestraffen, leidde dit tot de val van zijn tweede regering.
Eind 1913 begon hij weer belangrijk te worden in de Spaanse politiek toen hij na de splitsing van de Conservatieve Partij de voorzitter van de zogenaamde "Maura-fractie" werd. Tijdens de Eerste Wereldoorlog zette hij zich actief in voor de Spaanse neutraliteit, waarvoor hij op 29 april 1917 een medaille kreeg.
Op 22 maart 1918 werd hij opnieuw eerste minister van een coalitieregering en bleef dit tot en met 9 november 1918. Van 10 oktober 1918 tot het einde van zijn premierschap was hij ad interim minister van Genadeverzoeken en van Justitie. Op 15 april 1919 werd hij opnieuw premier van Spanje, maar nam op 20 juli 1919 alweer ontslag.
Nadat de Spaanse troepen in Marokko op 22 juli 1921 een nederlaag leden en dit tot een disaster in de Spaanse politiek leidde, werd Maura op 14 augustus 1921 voor de laatste maal eerste minister. Op 8 maart 1922 nam hij ontslag.
In september 1923 protesteerde hij zonder succes bij koning Alfons XIII tegen de benoeming van Miguel Primo de Rivera tot premier van Spanje. Primo de Rivera leidde van 15 september 1923 tot en met 30 januari 1930 een militaire dictatuur in Spanje. Toen Primo de Rivera benoemd werd tot premier, trok Maura zich grotendeels terug uit de politiek.

### Gezinsleven
In 1878 trouwde hij met Constancia Gamazo y Calvo, een zus van Germán Gamazo y Calvo. Zij hadden verschillende zonen en een dochter, velen van hen en hun nageslacht, waaronder zijn zoon Miguel Maura en zijn kleinzoon Jorge Semprún, werden belangrijke figuren in de Spaanse en Europese geschiedenis.
- Biblioteca Nacional de España: XX878103
- Bibliothèque nationale de France: cb11915233s (data)
- Catàleg d'autoritats de noms i títols de Catalunya: 981058516163406706
- CiNii: DA06816972
- Gemeinsame Normdatei: 118782614
- International Standard Name Identifier: 0000 0000 8110 782X
- Library of Congress Control Number: n86093774
- Bibliotheek van het Japanse parlement: 00450359
- Nationale Bibliotheek van Israël: 987007595035605171
- Nederlandse Thesaurus van Auteursnamen: 126040494
- SNAC: w6xm0ckk
- Système universitaire de documentation: 028994841
- Union List of Artist Names: 500037647
- Virtual International Authority File: 32000261
- WorldCat: E39PBJfGYpkcxcKFVJFH3Hxv73